# Кубок Футбольної ліги 2011—2012
Кубок Футбольної ліги 2011—2012 — 52-й розіграш турніру під назвою Кубок Футбольної ліги. Турнір також відомий як Кубок Carling, в честь головного спонсора турніру, канадської пивоварної компанії Carling. Змагання проводиться за системою «плей-оф» серед 92 найкращих клубів Англії.

## Попередній раунд
Матч попереднього раунду Кубка Футбольної Ліги, призначений у зв'язку з участю чинного володаря трофею, «Бірмінгем Сіті», в Лізі Європи.
| Дата          | Господарі   | Рахунок | Гості    | Глядачі |
| ------------- | ----------- | ------- | -------- | ------- |
| 29 липня 2011 | Кроулі Таун | 3:2     | Вімблдон | 3 204   |

## Перший раунд
Матчі «Вест Гем Юнайтед», «Чарльтон Атлетік» і «Крістал Пелес» були скасовані поліцією через заворушення в Лондоні   .
| Дата           | Господарі                | Рахунок        | Гості                |
| -------------- | ------------------------ | -------------- | -------------------- |
| 9 серпня 2011  | Рочдейл                  | 3:2 (д.ч.)     | Честерфілд           |
| 9 серпня 2011  | Порт Вейл                | 2:4            | Гаддерсфілд Таун     |
| 9 серпня 2011  | Ротергем Юнайтед         | 1:4            | Лестер Сіті          |
| 9 серпня 2011  | Галл Сіті                | 0:2            | Маклсфілд Таун       |
| 9 серпня 2011  | Гартлпул Юнайтед         | 1:1 (пен. 3:4) | Шеффілд Юнайтед      |
| 9 серпня 2011  | Лідс Юнайтед             | 3:2            | Бредфорд Сіті        |
| 9 серпня 2011  | Донкастер Роверз         | 3:0            | Транмір Роверз       |
| 9 серпня 2011  | Волсолл                  | 0:3            | Мідлсбро             |
| 9 серпня 2011  | Барнслі                  | 0:2            | Моркам               |
| 9 серпня 2011  | Аккрінгтон Стенлі        | 0:2            | Сканторп Юнайтед     |
| 9 серпня 2011  | Дербі Каунті             | 2:3            | Шрусбері Таун        |
| 9 серпня 2011  | Олдем Атлетік            | 1:1 (пен. 2:4) | Карлайл Юнайтед      |
| 9 серпня 2011  | Бері                     | 3:1            | Ковентрі Сіті        |
| 9 серпня 2011  | Бернлі                   | 6:3 (д.ч.)     | Бертон Альбіон       |
| 9 серпня 2011  | Престон Норт-Енд         | 3:2            | Кру Александра       |
| 9 серпня 2011  | Ноттінгем Форест         | 3:3 (пен. 4:3) | Шрусбері Таун        |
| 9 серпня 2011  | Брайтон енд Гоув Альбіон | 1:0            | Джиллінгем           |
| 9 серпня 2011  | Борнмут                  | 5:0            | Дагенем енд Редбрідж |
| 9 серпня 2011  | Іпсвіч Таун              | 1:2            | Нортгемптон Таун     |
| 9 серпня 2011  | Челтнем Таун             | 1:4            | Мілтон Кінс Донс     |
| 9 серпня 2011  | Плімут Аргайл            | 0:1            | Міллволл             |
| 9 серпня 2011  | Саутгемптон              | 4:1            | Торкі Юнайтед        |
| 9 серпня 2011  | Портсмут                 | 0:1            | Барнет               |
| 9 серпня 2011  | Стівенідж                | 3:4 (д.ч.)     | Пітерборо Юнайтед    |
| 9 серпня 2011  | Саутенд Юнайтед          | 1:1 (пен. 3:4) | Лейтон Оріент        |
| 9 серпня 2011  | Вікем Вондерерз          | 3:3 (пен. 5:4) | Колчестер Юнайтед    |
| 9 серпня 2011  | Герефорд Юнайтед         | 1:0            | Брентфорд            |
| 9 серпня 2011  | Ексетер Сіті             | 2:0            | Йовіл Таун           |
| 9 серпня 2011  | Чарльтон Атлетік         | 2:1            | Редінг               |
| 10 серпня 2011 | Оксфорд Юнайтед          | 1:3            | Кардіфф Сіті         |
| 11 серпня 2011 | Шеффілд Венсдей          | 0:0 (пен. 4:2) | Блекпул              |
| 23 серпня 2011 | Крістал Пелес            | 2:0            | Кроулі Таун          |
| 23 серпня 2011 | Бристоль Роверз          | 1:1 (пен. 4:2) | Вотфорд              |
| 24 серпня 2011 | Бристоль Сіті            | 0:1            | Свіндон Таун         |
| 24 серпня 2011 | Вест Гем Юнайтед         | 1:2            | Олдершот Таун        |

## Другий раунд
| Дата       | Господарі                | Рахунок    | Гості                   | Глядачі |
| ---------- | ------------------------ | ---------- | ----------------------- | ------- |
| 23 серпня  | Міллволл                 | 2:0        | Моркам                  | 3 443   |
| 23 серпня  | Бери                     | 2:4        | Лестер Сіті             | 3 779   |
| 23 серпня  | Борнмут                  | 1:4        | Вест Бромвіч Альбіон    | 6 911   |
| 23 серпня  | Астон Вілла              | 2:0        | Герефорд Юнайтед        | 21 058  |
| 23 серпня  | Брайтон енд Гоув Альбіон | 1:0 (д.ч.) | Сандерленд              | 17 090  |
| 23 серпня  | Шрусбері Таун            | 3:1        | Свонсі Сіті             | 4 063   |
| 23 серпня  | Норвіч Сіті              | 0:4        | Мілтон Кінс Донс        | 13 009  |
| 23 серпня  | Нортгемптон Таун         | 0:4        | Вулвергемптон Вондерерз | 5 512   |
| 23 серпня  | Вікем Вондерерз          | 1:4        | Ноттінгем Форест        | 2 866   |
| 23 серпня  | Бернлі                   | 3:2 (д.ч.) | Нортгемптон Таун        | 4 273   |
| 23 серпня  | Донкастер Роверз         | 1:2        | Лідс Юнайтед            | 8 505   |
| 23 серпня  | Кардіфф Сіті             | 5:3 (д.ч.) | Гаддерсфілд Таун        | 6 829   |
| 23 серпня  | Квінз Парк Рейнджерс     | 0:2        | Рочдейл                 | 4 755   |
| 24 серпня  | Пітерборо Юнайтед        | 0:2        | Мідлсбро                | 5 012   |
| 24 серпня  | Ексетер Сіті             | 1:3        | Ліверпуль               | 8 290   |
| 24 серпня  | Блекберн Роверз          | 3:1        | Шеффілд Венсдей         | 8 607   |
| 24 серпня  | Евертон                  | 3:1        | Шеффілд Юнайтед         | 17 173  |
| 24 серпня  | Болтон Вондерерз         | 2:1        | Маклсфілд Таун          | 6 777   |
| 25 серпня  | Сканторп Юнайтед         | 1:2        | Ньюкасл Юнайтед         | 4 408   |
| 30 серпня  | Олдершот Таун            | 2:0        | Карлайл Юнайтед         | 2 809   |
| 30 серпня  | Свіндон Таун             | 1:3        | Саутгемптон             | 7 452   |
| 30 серпня  | Лейтон Оріент            | 3:2        | Бристоль Роверз         | 1 881   |
| 13 вересня | Чарльтон Атлетік         | 0:2        | Престон Норт-Енд        | 5 130   |
| 13 вересня | Крістал Пелес            | 2:1        | Віган Атлетик           | 7 649   |

## Третій раунд
| Дата       | Господарі                | Рахунок        | Гості                | Глядачі |
| ---------- | ------------------------ | -------------- | -------------------- | ------- |
| 20 вересня | Вулвергемптон Вондерерз  | 5:0            | Міллволл             | 7 749   |
| 20 вересня | Олдершот Таун            | 2:1            | Рочдейл              | 3 334   |
| 20 вересня | Арсенал                  | 3:1            | Шрусбері Таун        | 46 539  |
| 20 вересня | Мілтон Кінс Донс         | 2:1            | Бернлі               | 4 134   |
| 20 вересня | Лідс Юнайтед             | 0:3            | Манчестер Юнайтед    | 31 031  |
| 20 вересня | Ноттінгем Форест         | 3:4 (д.ч.)     | Ньюкасл Юнайтед      | 10 208  |
| 20 вересня | Астон Вілла              | 0:2            | Болтон Вондерерз     | 22 261  |
| 20 вересня | Сток Сіті                | 0:0 (пен. 7:6) | Тоттенгем Готспур    | 15 023  |
| 20 вересня | Блекберн Роверз          | 3:2            | Лейтон Оріент        | 7 104   |
| 20 вересня | Крістал Пелес            | 2:1            | Мідлсбро             | 5 448   |
| 21 вересня | Кардіфф Сіті             | 2:2 (пен. 7:6) | Лестер Сіті          | 8 697   |
| 21 вересня | Челсі                    | 0:0 (пен. 4:3) | Фулхем               | 37 632  |
| 21 вересня | Брайтон енд Гоув Альбіон | 1:2            | Ліверпуль            | 21 897  |
| 21 вересня | Манчестер Сіті           | 2:0            | Бірмінгем Сіті       | 25 070  |
| 21 вересня | Саутгемптон              | 2:1            | Престон Норт-Енд     | 7 414   |
| 21 вересня | Евертон                  | 2:1            | Вест Бромвіч Альбіон | 17 647  |

## Четвертий раунд
| Дата      | Господарі               | Рахунок    | Гості             | Глядачі |
| --------- | ----------------------- | ---------- | ----------------- | ------- |
| 25 жовтня | Кардіфф Сіті            | 1:0        | Бернлі            | 11 601  |
| 25 жовтня | Арсенал                 | 2:1        | Болтон Вондерерз  | 56 628  |
| 25 жовтня | Олдершот Таун           | 0:3        | Манчестер Юнайтед | 7 044   |
| 25 жовтня | Крістал Пелес           | 2:0        | Саутгемптон       | 11 865  |
| 26 жовтня | Вулвергемптон Вондерерз | 2:5        | Манчестер Сіті    | 12 436  |
| 26 жовтня | Сток Сіті               | 1:2        | Ліверпуль         | 24 934  |
| 26 жовтня | Блекберн Роверз         | 4:3 (д.ч.) | Ньюкасл Юнайтед   | 10 682  |
| 26 жовтня | Евертон                 | 1:2        | Челсі             | 7 749   |

## Чвертьфінал
| Дата         | Господарі         | Рахунок | Гості           | Глядачі |
| ------------ | ----------------- | ------- | --------------- | ------- |
| 29 листопада | Челсі             | 0:2     | Ліверпуль       | 40 511  |
| 29 листопада | Кардіфф Сіті      | 2:0     | Блекберн Роверз | 19 436  |
| 29 листопада | Арсенал           | 0:1     | Манчестер Сіті  | 60 028  |
| 30 листопада | Манчестер Юнайтед | 1:2     | Крістал Пелес   | 52 624  |

## Півфінали
Півфінали граються по два рази. Перші матчі 10 і 11 січня 2012 року, матчі-відповіді — 24 та 25 січня.

### Перші матчі
| Дата     | Господарі      | Рахунок | Гості        | Глядачі |
| -------- | -------------- | ------- | ------------ | ------- |
| 10 січня | Крістал Пелес  | 1:0     | Кардіфф Сіті | 22 147  |
| 11 січня | Манчестер Сіті | 0:1     | Ліверпуль    | 36 017  |

### Другі матчі
| Дата     | Господарі    | Рахунок                   | Гості          | Глядачі |
| -------- | ------------ | ------------------------- | -------------- | ------- |
| 24 січня | Кардіфф Сіті | 1:0 (д.ч.) (пен. 3:1)     | Крістал Пелес  | 25 652  |
| 25 січня | Ліверпуль    | 2:2 (3:2 за сумою матчів) | Манчестер Сіті | 44 590  |

## Фінал
Фінал відбудеться 26 лютого 2012 року на стадіоні «Вемблі».
| 26 лютого 2012 16:00 |

| Кардіфф Сіті           | 2 – 2 (д.ч.) | Ліверпуль            |
| ---------------------- | ------------ | -------------------- |
| Мейсон 19' Тернер 118' |              | Шкртел 60' Кейт 108' |

| Вемблі, Лондон Глядачів: 89 041 Арбітр: Марк Клаттенберг |

|                                                       |       | Пенальті                                   |  |
| Міллер · Кауві · Гестейд · Петер Віттінгем · Джеррард | 2 – 3 | Джеррард · Адам · Кейт · Даунінг · Джонсон |  |

| Переможець Кубка Футбольної ліги 2012 |
| ------------------------------------- |
|                                       |
| Ліверпуль 8-й раз                     |